# Great Glemham
Great Glemham est un village et une paroisse civile du Suffolk, en Angleterre.